# 阿尔马格罗
阿尔马格罗，是西班牙卡斯蒂利亚-拉曼恰雷阿尔城省的一个市镇。 总面积250平方公里，总人口8537人（2001年），人口密度34人/平方公里。